# Grand Prix Costa del Sol
El Grand Prix Costa del Sol es una competición de vela para embarcaciones de la clase Platú 25 que organiza anualmente el Real Club Marítimo de Marbella desde 2007.
La competición, en las que participan tanto tripulaciones profesionales (clase Beta), como aficionados (clase Alfa), se desarrolla durante varias jornadas repartidas durante todo el año, con formato de liga compuesta por ocho regatas. Una de ellas conmemora la hazaña del primer navegante andaluz en dar la vuelta al mundo a vela en solitario, Isidoro Arias, desaparecido en el Océano Atlántico.